# سان مارتيفي
بلدية سان مارتيفي (بالإسبانية: San Martivell) هي بلدية تقع في مقاطعة جرندة التابعة لمنطقة كتالونيا شمال شرق إسبانيا.

## الديموغرافيا
بلغ عدد سكان بلدية سان مارتيفي 258 نسمة عام 2011 (وفقاً للمعهد الوطني الإسباني للإحصاء).
| 185 | 164 | 161 | 185 | 232 | 250 | 258 |

## أعلام
- بيري بونس